# شیر سنگی (آلبوم موسیقی)
شیر سنگی نام یک آلبوم موسیقی در سبک محلی بختیاری به آهنگسازی فریدون شهبازیان و خوانندگی تورج زاهدی است. این اثر، موسیقی متن فیلم سینمایی شیر سنگی به کارگردانی مسعود جعفری جوزانی می‌باشد.  

## شرح اثر

### فهرست آهنگ‌های باکلام
موسیقی همهٔ ترانه‌ها توسط فریدون شهبازیان ساخته شده‌است.
| شماره      | نام            | آهنگساز         | مدت   |
| ---------- | -------------- | --------------- | ----- |
| ۱.         | «مر جنگه»      | فریدون شهبازیان | ۰۲:۴۵ |
| ۲.         | «آواز دشتی»    | فریدون شهبازیان | ۰۱:۴۷ |
| ۳.         | «دِی بلال»      | فریدون شهبازیان | ۰۵:۴۵ |
| ۴.         | «بلال بلال»    | فریدون شهبازیان | ۰۶:۱۸ |
| ۵.         | «شیرین شیرینه» | فریدون شهبازیان | ۰۴:۴۶ |
| مجموع مدت: | مجموع مدت:     | مجموع مدت:      | ۲۱:۲۴ |

### فهرست آهنگ‌های بی‌کلام
| ردیف | آهنگ                 | زمان  |
| ۶    | مر جنگه (بی‌کلام)     | ۰۲:۴۵ |
| ۷    | موسیقی فیلم شیر سنگی | ۰۲:۳۲ |
| ۸    | موسیقی فیلم شیر سنگی | ۰۱:۰۱ |
| ۹    | موسیقی فیلم شیر سنگی | ۰۱:۱۶ |
| ۱۰   | موسیقی فیلم شیر سنگی | ۰۰:۳۳ |
| ۱۱   | موسیقی فیلم شیر سنگی | ۰۱:۳۵ |
| ۱۲   | موسیقی فیلم شیر سنگی | ۰۰:۳۱ |
| ۱۳   | موسیقی فیلم شیر سنگی | ۰۱:۲۶ |
| ۱۴   | موسیقی فیلم شیر سنگی | ۰۱:۰۷ |
| ۱۵   | موسیقی فیلم شیر سنگی | ۰۰:۳۸ |
| ۱۶   | موسیقی فیلم شیر سنگی | ۰۰:۵۶ |
| ۱۷   | موسیقی فیلم شیر سنگی | ۰۱:۱۶ |
| ۱۸   | موسیقی فیلم شیر سنگی | ۰۰:۵۱ |
| ۱۹   | موسیقی فیلم شیر سنگی | ۰۱:۳۳ |
| ۲۰   | موسیقی فیلم شیر سنگی | ۰۱:۲۸ |
| ۲۱   | موسیقی فیلم شیر سنگی | ۰۰:۳۴ |
| ۲۲   | موسیقی فیلم شیر سنگی | ۰۱:۰۵ |
| ۲۳   | موسیقی فیلم شیر سنگی | ۰۲:۲۶ |
| ۲۴   | موسیقی فیلم شیر سنگی | ۰۰:۳۱ |
| ۲۵   | موسیقی فیلم شیر سنگی | ۰۲:۴۵ |

## نوازندگان
- کمانچه: مجتبی میرزاده
- سه‌تار: سیامک نعمت ناصر
- دف: بیژن کامکار